# Masterpiece (píseň, Motionless in White)
„Masterpiece“ je píseň americké metalcorové skupiny Motionless in White z jejich šestého studiového alba Scoring the End of the World z roku 2022. Napsal ji zpěvák Chris „Motionless“ Cerulli a producenti Justin deBlieck, Drew Fulk, Steve Sopchak a Erik Ron. Produkovali ji Drew Fulk a Justin deBlieck. Píseň byla vydána 14. dubna 2022 jako druhý singl z alba. Singl se stal první písní skupiny, která se dostala na první místo v žebříčku Billboard Mainstream Rock Airplay.

## Videoklip
Videoklip k písni byl zveřejněn ve stejný den, kdy vyšel i singl. Režíroval ho Max Moore.
Vystupuje v něm kapela hrající v opuštěném domě. Cerulli se prohrabává v památkách ztracené minulosti a následně celý dům zapálí.

## Obsazení
- Chris "Motionless" Cerulli – zpěv
- Ryan Sitkowski – sólová kytara
- Ricky "Horror" Olson – rytmická kytara, doprovodné vokály
- Justin Morrow – basová kytara, doprovodné vokály
- Vinny Mauro – bicí, perkuse